# Ешторанш (Фафе)
Ешторанш (порт. Estorãos; МФА: [ʃ.tu.ˈɾɐ̃wʃ]) — парафія в Португалії, у муніципалітеті Фафе. Розташована в північно-західній частині країни, на теренах історичної португальської провінції Дору-Міню. Входить до складу округу Брага. За адміністративним поділом, чинним до 1976 року, терени парафії були складовою провінції Міню. Належить до Бразької архідіоцезії Католицької церкви. Патрон — святий Тома. Площа — 5,9044 км². Населення — 1508 ос. (2011). Середньо урбанізований регіон. Густота населення — 255,4 осіб/км²
. Код — 030708.

## Населення
| Кількість мешканців | Кількість мешканців | Кількість мешканців | Кількість мешканців | Кількість мешканців | Кількість мешканців | Кількість мешканців | Кількість мешканців | Кількість мешканців | Кількість мешканців | Кількість мешканців | Кількість мешканців | Кількість мешканців | Кількість мешканців | Кількість мешканців |
| ------------------- | ------------------- | ------------------- | ------------------- | ------------------- | ------------------- | ------------------- | ------------------- | ------------------- | ------------------- | ------------------- | ------------------- | ------------------- | ------------------- | ------------------- |
| 1864                | 1878                | 1890                | 1900                | 1911                | 1920                | 1930                | 1940                | 1950                | 1960                | 1970                | 1981                | 1991                | 2001                | 2011                |
| 741                 | 805                 | 873                 | 838                 | 938                 | 936                 | 1 136               | 1 223               | 1 351               | 1 336               | 1 373               | 1 515               | 1 588               | 1 588               | 1 508               |